# Ашлань-Вершина
Ашлань-Вершина (мар. Ошламучаш) — деревня в Мари-Турекском районе Республики Марий Эл. Входит в состав городского поселения Мари-Турек.

## География
Находится в восточной части республики Марий Эл на расстоянии приблизительно 12 км по прямой на северо-восток от районного центра посёлка Мари-Турек.

## История
Основана в XVIII веке на месте селения Аркашкин починок. В 1723 году в деревне было 18 ясачников, в 1764 году — 22, в 1811 году отмечено 11 дворов, 62 жителя, в 1859 году — 22 двора, 149 человек. В 1923 году в деревне было 49 дворов, 248 жителей. В 1944 года в деревне проживали 122 человека, в 1999 году 176. В 2000 году в ней осталось всего 24 двора. В советское время работали колхозы «У ял» («Новая деревня») и "Рассвет.

## Население
Население составляло 66 человек (мари 94 %) в 2002 году, 42 в 2010.